# Pensionnats pour Autochtones aux États-Unis

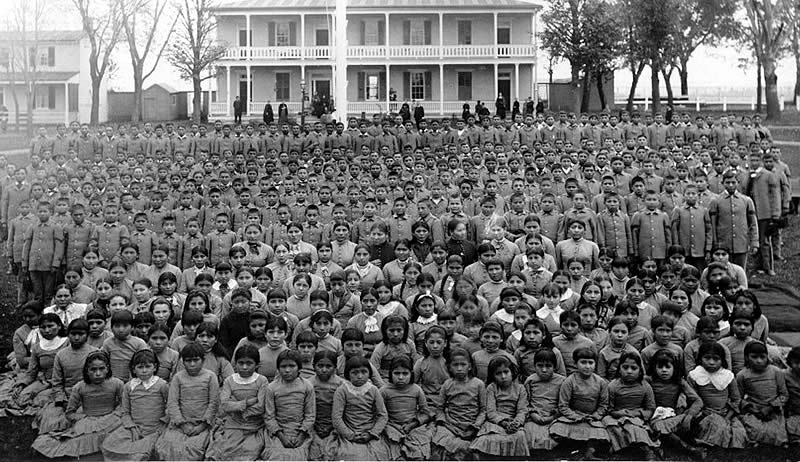
Élèves de l'école industrielle indienne de Carlisle, en Pennsylvanie, vers 1900.

Les pensionnats pour Autochtones aux États-Unis (American Indian boarding schools), appelés aussi écoles résidentielles pour Indiens (Indian Residential Schools), sont un réseau de pensionnats instaurés aux États-Unis dès le début du XIXe siècle et jusqu'au milieu du XXe siècle dans l'intention de « civiliser » les enfants et jeunes autochtones des États-Unis ou de les assimiler dans la culture euro-américaine. Dans ce processus d'acculturation, les écoles dénigraient la culture des premiers habitants des États-Unis et les enfants devaient abandonner leur langue et leur religion. En parallèle, les élèves recevaient une instruction élémentaire centrée sur les thèmes euro-américains.
À l'origine, ces pensionnats sont fondés par des missionnaires chrétiens de diverses tendances, avec l'approbation du gouvernement fédéral pour l'implantation de missions et d'écoles sur les réserves indiennes, notamment dans les secteurs relativement déserts de l'Ouest. À la fin du XIXe siècle et au début du XXe siècle, le gouvernement fédéral rémunère les ordres religieux qui proposent une instruction élémentaire aux enfants autochtones dans les réserves, avant d'établir son propre réseau éducatif. Le Bureau des affaires indiennes a également établi des pensionnats basés sur le modèle de l'assimilation hors des réserves. Les enfants qui les intégraient étaient parfois issus de tribus diverses. Les ordres religieux ont aussi ouvert des écoles hors des réserves.
Les enfants étaient en général plongés dans la culture euro-américaine. Les pensionnats obligeaient les élèves à abandonner les symboles de leurs cultures d'origine : leurs cheveux étaient coupés, ils devaient porter des uniformes de style américain, ils n'avaient pas le droit de parler leurs langues maternelles et leurs noms traditionnels étaient remplacés par des noms anglophones, afin de les assimiler et de les « christianiser ». Souvent, le régime dans ces écoles était sévère, voire mortel, surtout pour les plus jeunes enfants séparés de force de leurs familles et contraints d'abandonner leurs identités et cultures d'origine. Des enquêtes menées vers la fin du XXe siècle ont révélé de nombreux documents attestant de problèmes d'abus sexuels et de sévices physiques et psychologiques perpétrés principalement dans les écoles dirigées par des églises. Le National Museum of the American Indian signale néanmoins que certains anciens pensionnaires conservent un bon souvenir de leurs années d'école, où ils ont acquis des compétences et gagné des amitiés durables.

## Histoire
En 1776, le Congrès continental autorise les délégués indiens à engager des prêtres pour enseigner aux autochtones. Ce mouvement s'accélère après la guerre de 1812. En 1819, le Congrès réserve 10 000 dollars pour l'embauche d'enseignants et le fonctionnement des écoles. Ces ressources sont distribuées aux écoles de missionnaires parce que le gouvernement ne dispose d'aucun autre moyen d'instruire la population autochtone.
En 1887, afin d'allouer davantage de fonds aux pensionnats, le Congrès vote le Compulsory Indian Education Act. En 1891, une loi fédérale de scolarisation obligatoire permet aux fonctionnaires fédéraux de soustraire de force les enfants autochtones à leurs familles et à leurs réserves. Le gouvernement estime alors qu'il secourt les enfants d'un environnement de pauvreté et de misère et leur enseigne des « aptitudes pour vivre ». Tabatha Tooney Booth, de l'Université de l'Oklahoma, écrit dans Cheaper Than Bullets : « De nombreux parents n'ont pas d'autre choix que celui d'envoyer leurs enfants lorsque le Congrès autorise les délégués aux Affaires indiennes à retenir les rations, les vêtements et les paies des familles qui refusent d'inscrire leurs enfants. Certains agents ont même utilisé la police des réserves pour kidnapper les jeunes ; néanmoins, ils se heurtaient à des difficultés quand les policiers autochtones, écœurés de ces actes, préféraient démissionner ou quand les parents apprenaient à leurs enfants un jeu particulier de « cache-cache ». Parfois, des pères trop résolus étaient enfermés à cause de leurs refus. En 1895, 19 hommes de la nation Hopi sont détenus à Alcatraz après leur refus d'envoyer leurs enfants au pensionnat. »
Entre 1778 et 1871, le gouvernement fédéral signe 389 traités avec les tribus autochtones. La plupart des traités comportent une clause voulant que le gouvernement s'occuperait de l'instruction en échange des terres. Le dernier traité de cette série, le traité de Fort Laramie en 1868, instaure la grande réserve Sioux. Une clause particulière illustre l'attention que porte le gouvernement à la mission « civilisatrice » de l'éducation : « Article 7. Afin d'affirmer aux Indiens partie au traité  de leur civilisation, la nécessité de l'instruction est reconnue, surtout pour ceux qui s'installent sur les parcelles agricoles de ces réserves et ils s'engagent donc à obliger leurs enfants, garçons et filles, âgés de 6 à 16 ans, à suivre la scolarité ».
L'emploi de l'anglais dans l'éducation des enfants autochtones figure pour la première fois dans le rapport de la commission de la paix indienne : d'après le document, la différence des langues constituait un obstacle majeur et il était nécessaire d'éradiquer les langues autochtones et de les remplacer par l'anglais. En 1871, le gouvernement fait voter l''Appropriations Act for Indian Education, qui impose l'ouverture d'écoles de jour dans les réserves. En 1873, la direction des délégués aux Commissions indiennes envoie un rapport au Congrès pour signaler que les écoles de jour échouent à enseigner l'anglais aux enfants parce que ceux-ci passent 20 heures par jour dans leur foyer où ils parlent leur langue maternelle.
Après la guerre de Sécession, le mouvement en faveur des pensionnats prend de l'essor : des réformateurs s'inquiètent du sort des autochtones et plaident pour qu'ils reçoivent une éducation et un traitement corrects afin de les former comme les autres citoyens. Cette volonté se concrétise avec l'ouverture, en 1879, de l'école industrielle indienne de Carlisle en Pennsylvanie. Le dirigeant de cette école, Richard Henry Pratt (en), recourt aussi à un « système d'externalisation » en plaçant les élèves autochtones dans des foyers non-autochtones pendant les étés et pendant les 3 années suivant la sortie du lycée, afin qu'ils apprennent la culture non-autochtone. En 1900, le système de Carlisle compte 1 880 élèves.

## Stratégies d'assimilation forcée
De 1910 à 1917, le gouvernement fédéral des États-Unis subventionne les écoles des missions et les pensionnats. En date de 1885, 106 écoles indiennes sont ouvertes ; nombre d'entre elles sont implantées sur des installations militaires abandonnées. Les pensionnats où résidaient du personnel militaire et des prisonniers autochtones étaient considérés par le gouvernement comme un moyen d'assimiler les autochtones dans la culture américaine générale. Dans ces efforts de déculturation, les autochtones étaient arrachés de force à leurs familles, convertis au christianisme et empêchés d'apprendre ou de pratiquer les cultures et coutumes ancestrales ; ils vivaient selon un régime strict et militaire.
Les arrivants étaient soumis à une procédure d'entrée qui consistait à retirer leurs vêtements traditionnels et à subir une coupe de cheveux. Puis, pour leur « transmettre la discipline nécessaire, le quotidien de l'école tout entière reposait sur un fonctionnement militaire et chaque activité correspondait à un emploi du temps strict ». Les administrateurs « éduquaient » les élèves en leur apprenant comment cultiver selon les méthodes européennes, qu'ils considéraient comme supérieures aux techniques autochtones. Compte tenu des conditions de vie difficiles dans les pensionnats en secteur rural et des contraintes budgétaires, les écoles devaient souvent s'appuyer sur des fermes, élever du bétail et produire leurs propres fruits et légumes.
Dès l'instant de leur arrivée, les élèves n'avaient plus le droit d'« être indiens » de quelque façon que ce soit. Les administrateurs des pensionnats « interdisaient, autant à l'école que dans la réserve, les chansons et les danses traditionnels, le port de vêtements de cérémonie ou de tout autre vêtement de « sauvage », la pratique des religions ancestrales, la pratique des langues maternelles et la distribution traditionnelle des rôles de genre ». Pour les administrateurs, les jeunes femmes devaient faire l'objet d'un encadrement particulier à cause de leur rôle essentiel pour perpétuer l'assimilation culturelle dans leurs futurs foyers. Les directeurs et enseignants recevaient la consigne que « les filles indiennes devaient intégrer l'idée que, si leurs grands-mères agissaient d'une certaine manière, leurs descendantes n'avaient aucune raison de suivre cet exemple ». Les filles et les jeunes femmes enlevées à leurs familles et envoyées dans les pensionnats, comme au Hampton Normal and Agricultural Institute, étaient poussées à suivre la vision du gouvernement fédéral sur « l'éducation des filles indiennes dans l'espoir que ces femmes, formées à devenir de bonnes maîtresses de maison, aideraient leurs semblables à s'assimiler » dans la culture américaine dominante.
Même si le personnel des pensionnats recourait aux punitions verbales pour appliquer la politique d'assimilation, d'autres méthodes plus violentes étaient employées et les châtiments corporels étaient courants dans la société euro-américaine. Un rapport d'Archuleta et al., publié en 2000, relève que des écoliers « subissaient un lavage de la bouche avec du savon à la soude quand ils parlaient leur langue maternelle ; s'ils enfreignaient les règles, ils étaient parfois enfermés dans le corps de garde et nourris uniquement avec du pain et de l'eau ; et tous les jours, ils étaient exposés aux punitions corporelles et à d'autres châtiments rigoureux ».
Quand les élèves étaient libérés ou diplômés des pensionnats, ils étaient censés revenir dans leurs tribus et y diffuser l'assimilation. De nombreux élèves revenus dans leurs réserves sont confrontés au sentiment d'être étrangers, aux barrières linguistiques et culturelles et à la confusion, qui s'ajoutent aux trouble de stress post-traumatique et aux effets traumatisants des sévices subis. Les anciens pensionnaires trouvaient difficile de respecter les anciens et ils rencontraient aussi des résistances dans leurs familles quand ils essayaient d'instaurer des changements culturels anglo-américains.
Lorsque les enseignants rendaient visite à leurs anciens élèves, ils évaluaient leur succès d'après les critères suivants : rangement du foyer, « vêtements citoyens », mariage chrétien, bébés « bien gardés », terrains en propriété individuelle, enfants scolarisés, habitudes de travail efficaces et position d'autorité pour promouvoir les manières « civilisées » chez la famille et dans la tribu.

## Problèmes sanitaires et mortalité
En l'absence d'une politique de santé publique dans les pensionnats souvent bondés au début du XXe siècle, les élèves risquaient de contracter des maladies infectieuses comme la tuberculose, la rougeole et le trachome. À cette époque, aucune de ces maladies ne pouvait être traitée par des antibiotiques ni contrôlée par des vaccins et les épidémies ravageaient dans les pensionnats autant que les villes.
La surpopulation dans les écoles favorisait la propagation des maladies. Le personnel, souvent mal payé, proposait un suivi médical irrégulier ; les fonctionnaires des pensionnats ne parvenaient pas à appliquer leurs propres directives pour isoler les malades des autres enfants. La tuberculose était particulièrement mortelle chez les pensionnaires. De nombreux enfants sont morts pendant leur séjour en pensionnats ; on les empêchait de communiquer avec leurs familles et celles-ci n'étaient pas toujours prévenues en cas de maladie. Il arrivait même que l'école n'annonce pas aux parents le décès de leur enfant. Pendant la grande épidémie de grippe de 1918-1919, les Autochtones ont été durement touchés et de nombreuses victimes sont mortes dans les pensionnats.
Le Meriam Report (en) de 1928 détaille la propagation des maladies infectieuses dans les pensionnats à cause de la malnutrition, de la surpopulation, de la médiocrité des conditions sanitaires et de l'affaiblissement des écoliers surmenés. Le rapport indique que le taux de mortalité des Autochtones est six fois et demie plus élevé que dans les autres catégories ethniques.

### Documentation
- Adams, David Wallace. Education for Extinction: American Indians and the Boarding School Experience, 1875–1928. Lawrence, KS: University Press of Kansas, 1995.
- W. David Baird et Danney Goble, The Story of Oklahoma, Norman, University of Oklahoma Press, 1994 (ISBN 0-8061-2650-7, lire en ligne), p. 217
- Child, Brenda J. (2000). Boarding School Seasons: American Indian Families, Lincoln: U of Nebraska Press.  (ISBN 978-0-8032-6405-2).
- Tim A. Giago, Children Left Behind: Dark Legacy of Indian Mission Boarding Schools, Santa Fe, NM, Clear Light, 2006 (ISBN 978-1574160864, OCLC 168659123)
- Meriam, Lewis et al., The Problem of Indian Administration, Brookings Institution, 1928 (full text online at Alaskool.org)
- Warren, Kim Cary, The Quest for Citizenship: African American and Native American Education in Kansas, 1880-1935, Chapel Hill, NC: University of North Carolina Press, 2010.